# Francis Ngannou
Francis Ngannou, né le 5 septembre 1986 à Batié au Cameroun, est un pratiquant camerounais d'arts martiaux mixtes (MMA) et de boxe professionnelle.
Arrivé en décembre 2015 à l'Ultimate Fighting Championship (UFC), la plus grande organisation mondiale d'arts martiaux mixtes, il s'impose à six reprises avant la limite de temps sans jamais être défait. Cela lui vaut sa première chance de titre face à l'Américain Stipe Miocic en janvier 2018 et son premier revers à l'UFC. Le combattant camerounais reprend alors sa course au titre avant d'enfin remporter cette ceinture en mars 2021 face au même adversaire. Après avoir défendu son titre face à son ancien partenaire d'entrainement, le Français Ciryl Gane, il quitte l'organisation en janvier 2023 pour un différend contractuel et abandonne par la même occasion son titre de champion de la catégorie des poids lourds.
En mai 2023, il s'engage avec la Professional Fighters League (PFL). En octobre 2023, pour son premier combat professionnel en boxe anglaise, il affronte Tyson Fury, le champion de la World Boxing Council (WBC) des poids lourds à la Kingdom Arena de Riyad, en Arabie saoudite. En mars 2024, il affronte Anthony Joshua dans un combat qui se termine en deux rounds avec la victoire par KO du Britannique. En octobre 2024, pour son retour en MMA, il remporte son combat contre le Brésilien Renan Ferreira et devient le nouveau champion des poids lourds du PFL. Après son combat, il dédie sa victoire à son fils, Kobe, décédé en avril 2024.

## Biographie

### Enfance, origine et débuts
Francis Ngannou est né le 5 septembre 1986 à Batié, au Cameroun, Francis Zavier Ngannou vit une enfance très difficile. Il est élevé dans une extrême pauvreté, surtout après le divorce de ses parents. Il se retrouve contraint de travailler dans une mine de sable située dans sa ville natale et dans des conditions extrêmement pénibles.
Fan de boxe anglaise, et particulièrement de l'Américain Mike Tyson, le Camerounais veut alors devenir boxeur. Il aborde tardivement la discipline à l'âge de 22 ans dans la ville de Douala, la capitale économique du Cameroun. C'est d'ailleurs avec l'intention de faire carrière qu'il émigre en France en 2013, parmi un flot de migrants, à l'âge de 26 ans. Seul et sans argent, Francis Ngannou vit comme un sans-abri dans les rues de Paris. Il est alors repéré par une association humanitaire nommée La Chorba qui le recueille. Au sein de l'association, il donne un coup de main pour la distribution des repas aux plus démunis.
La salle d'arts martiaux parisienne MMA Factory est d'ailleurs voisine de cette association et Francis Ngannou espère alors pouvoir s'y entraîner. Présenté par le directeur de l'association à l'entraîneur principal et au cofondateur du club, Fernand Lopez, Francis Ngannou impressionne par son physique et Fernand Lopez accepte de lui ouvrir les portes de sa salle gratuitement. Francis Ngannou commence alors à s'y entraîner en arts martiaux mixtes,,.

### Nationalités
Né à Batié, dans le département des Hauts-Plateaux, au Cameroun, Francis Ngannou est de nationalité camerounaise. Enregistré dans les tableaux et classements professionnels sous le drapeau du Cameroun, il possède donc un passeport camerounais et a la nationalité de son pays de naissance. Le sportif l'affirme à plusieurs reprises,,,,,.

## Parcours en arts martiaux mixtes

### Débuts (2013-2015)
Dès novembre 2013, Francis Ngannou participe à un tournoi de pancrace des poids lourds, soit les combattants pesant plus de 93 kg (205 lb), organisé par la promotion française 100% Fight - Contenders. Lors du premier tour de ce tournoi, il s'impose face à Rachid Benzina par soumission avec une clé de bras dès le premier round.
Il ne réussit cependant pas à s'imposer quinze jours plus tard, lors de la finale de ce tournoi face à Zoumana Cisse, et s'incline par décision unanime à la fin des deux reprises du combat.
Francis Ngannou devient ensuite champion poids lourds du 100% Fight en participant au tournoi pour la ceinture de cette catégorie, en gagnant le premier tour par K.O et la finale par soumission (kata-gatame). Il remporte après ce titre deux autres affrontements dans des promotions en Suisse et au Bahreïn.
Au cours de l'été 2015, il signe à l'Ultimate Fighting Championship (UFC), la plus importante organisation mondiale d'arts martiaux mixtes.

### Ultimate Fighting Championship(2015-2023)

#### Débuts sans défaite (2015-2017)
Francis Ngannou fait ses débuts à l'UFC le 19 décembre 2015.
Il fait alors face à un autre nouveau venu, le Brésilien Luis Henrique (en), lors de l'UFC on Fox 17.
Francis Ngannou envoie son adversaire au tapis au cours de la seconde reprise avec un uppercut du gauche avant d'enchaîner sur quelques coups supplémentaires pour remporter son premier combat à l'UFC par KO au deuxième round. Quelques années plus tard, il avoue en interview être entré dans l'octogone sans connaître les règles. Son rêve étant de devenir boxeur, il souhaitait simplement laisser une bonne image de lui et ne pensait pas faire carrière dans le MMA.
Francis Ngannou combat ensuite un autre nouvel arrivant dans la promotion, l'Américain Curtis Blaydes le 10 avril 2016, lors de l'UFC Fight Night 86.
Il défend bien les tentatives d'amenée au sol de son adversaire et se montre dominant debout. Dans le second round, les coups répétés de Francis Ngannou ouvrent une coupure au-dessus de l'œil droit de Blaydes. Ce dernier continue le combat jusqu'au terme de cette reprise mais les médecins ne l'autorisent pas à reprendre le combat. Le Camerounais remporte le combat par KO technique au deuxième round.
C'est encore une fois face à un nouveau combattant de l'organisation américaine, le Serbe Bojan Mihajlović (da), que Francis Ngannou continue son parcours. Les deux hommes se rencontrent le 23 juillet 2016, lors de l'UFC on Fox 20.
Il ne faut que 94 secondes au Camerounais pour remporter le combat par KO technique en dominant encore les échanges debout.
Pour son quatrième combat à l'UFC, Francis Ngannou affronte l'Américain Anthony Hamilton (en), le 9 décembre 2016, en second combat principal de l'UFC Fight Night 102.
Contrairement à ses précédentes prestations, c'est cette fois-ci par soumission que Francis Ngannou s'impose. Agrippé dans le dos, il bloque le bras de son adversaire avec une clé articulaire pour le contrer et l'amener au sol. Cette manœuvre s'avère efficace et lui permet finalement d'obliger son opposant à abandonner dans le premier round une fois installé sur lui en position genou sur l'estomac.
Cette victoire lui offre aussi un premier bonus de performance de la soirée.
Francis Ngannou affronte ensuite le Biélorusse Andrei Arlovski le 28 janvier 2017 lors de l'UFC on Fox 23.
Le vétéran et ancien champion de l'UFC a alors enchaîné trois défaites consécutives lors de l'année 2016 et ne peut encore une fois résister à la puissance de frappe de Francis Ngannou qui remporte alors la rencontre par KO technique, à peine plus d'une minute après le début de la première reprise.
Cette victoire lui permet de se voir à nouveau décerner un bonus de performance de la soirée.
Fin juin 2017, c'est face à un autre ancien champion des poids lourds de l'UFC, le Brésilien Júnior dos Santos, que Francis Ngannou doit continuer son parcours dans un match prévu pour l'UFC 215 en septembre.
Mais le 18 août 2017, le Brésilien est retiré du programme après la découverte d'une possible infraction aux règles de l'Agence américaine antidopage (USADA).
L'UFC ne trouvant aucun adversaire pour remplacer Júnior dos Santos, le match est simplement annulé.
En mai 2017, Francis Ngannou annonce quitter la France et rejoindre directement Las Vegas pour continuer sa préparation et son entraînement. La raison évoquée par l'intéressé est de pouvoir se montrer prêt pour le « niveau supérieur ».
Le 2 décembre 2017, Francis Ngannou affronte le Néerlandais Alistair Overeem en second combat principal de l'UFC 218
et l'envoie au tapis dès le premier round d’un puissant uppercut.
Il devient alors le principal prétendant pour la ceinture des poids lourds détenue par l'Américain Stipe Miocic.

#### Première chance de titre (2018)
Fort de son nouveau statut, il rencontre Stipe Miocic pour le titre, le 20 janvier 2018, en tête d'affiche de l’UFC 220 à Boston.
Francis Ngannou ne peut cependant imposer sa boxe et le champion réussit à contrôler les cinq reprises du combat grâce à sa lutte, réussissant à amener le Camerounais au sol à plusieurs reprises,.
Les juges donnent par conséquent la victoire par décision unanime à Stipe Miocic (50-44, 50-44, 50-44).
Après ce première revers à l'UFC, il est programmé face à l’américain Derrick Lewis pour l'UFC 226 du 7 juillet 2018. Les deux athlètes se sont déjà invectivés depuis quelque temps, notamment sur les réseaux sociaux et sont habitués à terminer leur combat avant la limite par KO ou TKO.
Cependant, les spectateurs assistent ce soir là à un match décevant où chacun de combattants n'ose pas réellement s'engager. La victoire est finalement accordée à Lewis par décision unanime (29-28, 29-28, 30-27).
Ces deux défaites consécutives font chuter Francis Ngannou dans le classement de la promotion américaine. Il décide alors à ce moment de changer de camp d'entrainement et rejoint l'équipe américaine Xtreme Couture.
Ce départ met ainsi fin à sa collaboration avec Fernand Lopez au sein de la MMA Factory après quelques tensions entre les deux hommes.

#### Nouvelle course au titre (2018-2020)
C'est en rencontrant à nouveau Curtis Blaydes en combat principal de l'UFC Fight Night 141 du 24 novembre 2018 à Pékin, que Francis Ngannou a la possibilité de rebondir. Depuis sa défaite contre le Camerounais en avril 2016, Curtis Blaydes a réussi à engranger cinq victoires sans défaite dans la promotion en éliminant notamment des athlètes importants tels Mark Hunt ou Alistair Overeem.
Francis Ngannou retrouve son efficacité en battant l'Américain en seulement 45 secondes dès la première reprise. Un puissant coup de poing descendant fait vaciller son adversaire et quelques coups supplémentaires lui suffisent à retrouver la victoire par KO technique
et obtenir un bonus de performance de la soirée.
Le combattant camerounais affronte ensuite un ancien champion des poids lourds de la promotion, Cain Velasquez, en tête d'affiche de la première soirée UFC diffusée sur la chaine de télévision ESPN, le 17 février 2019.
Ce dernier fait son retour après un dernier combat en juillet 2016 et des blessures l'ayant éloigné de la compétition jusqu'ici. Francis Ngannou n'a besoin que de 26 secondes pour écarter ce concurrent par KO, l'envoyant au tapis sur une de ses premières combinaisons en boxe dont un coup de poing remontant.
Un combat n'ayant pas pu se tenir en 2017 devient la prochaine étape du parcours de Francis Ngannou au sein de l'UFC. Un match face Júnior dos Santos est alors programmé pour l'UFC 239 en juillet 2019
avant d'être finalement décalé à la soirée UFC on ESPN 3 du 29 juin 2019 pour remplacer la tête d'affiche annulée.
Cette fois encore, le Camerounais prend le dessus sur son adversaire lors des échanges en boxe pieds-poings et sa puissance lui permet de remporter à nouveau la victoire dès la première reprise par KO technique en un peu plus d'une minute de combat.
Cette victoire lui offre aussi un bonus de performance de la soirée.
L'UFC programme ensuite un combat entre Francis Ngannou et Jairzinho Rozenstruik pour le 28 mars 2020, ce dernier ayant clairement fait part son envie de rencontrer le Camerounais. Rozenstruik a réussi jusqu'ici à remporter ses quatre combats par KO ou TKO depuis ses débuts dans l'organisation, même si sa dernière victoire face à Alistair Overeem s'est jouée dans les dernières secondes de la rencontre.
Mais la pandémie de Covid-19 qui touche le monde repousse la confrontation
à l'UFC 249 du 18 avril 2020.
La date du gala est finalement encore décalée au 9 mai 2020.
À nouveau, Francis Ngannou se défait très rapidement de son adversaire par KO. Il ne faut ainsi que vingt secondes au combattant pour remporter la victoire
et se voir décerner un bonus supplémentaire de performance de la soirée.

#### Champion des poids lourds de l'UFC et départ (2021-2023)
Fort de ses dernières victoires expéditives, Francis Ngannou rencontre à nouveau le champion des poids lourds, Stipe Miocic, lors de l'UFC 260 du 27 mars 2021, trois ans après leur première confrontation.
Cette fois-ci, le Camerounais réussit à imposer son pieds-poings avec notamment de bons coups de pied bas et ne subit pas la lutte de son adversaire. Dans la deuxième reprise, Ngannou parvient à toucher durement du gauche l'Américain. Cela suffit alors à lui accorder la victoire par KO : il devient le nouveau champion des poids lourds de l'UFC,.
Son combat est désigné performance de la soirée pour la sixième fois depuis son arrivée dans la promotion.
L'UFC souhaite ensuite voir Francis Ngannou défendre son titre face à Derrick Lewis en août. Mais le nouveau champion réclame plus de temps pour préparer ce combat.
L'organisation américaine décide donc d'instaurer un titre intérimaire, moins de six mois après le couronnement d'un nouveau champion, décerné au vainqueur du match entre Lewis et Ciryl Gane à l'UFC 265 du 7 août 2021. Cette décision ne manque alors pas d'étonner l'équipe du Camerounais ainsi que de nombreux observateurs.
À cette occasion, Ciryl Gane, son ancien partenaire d'entrainement au sein de l'équipe MMA Factory, remporte cette nouvelle ceinture.
Pour sa première défense du titre, Francis Ngannou rencontre Ciryl Gane lors de l'UFC 270 le 22 janvier 2022.
En fonction du résultat, ce match peut alors être le dernier de son contrat avec l'UFC. Avant cette rencontre, des différends sur la négociation d'un nouvel accord contribuent à des relations publiquement tendues entre d'un côté la promotion et, de l'autre, le combattant et son agent, Marquel Martin,. Lors des deux premiers rounds du combat, le Français se montre à son avantage en évitant les coups de Francis Ngannou, ce dernier reprend ensuite le dessus notamment au sol et s'impose sur décision unanime
(48-47, 49-46, 48-47).
Il conserve ainsi son titre.
Francis Ngannou aurait participé à ce dernier combat avec une blessure au genou, et se fait opérer du ligament croisé antérieur et ligament collatéral tibial en mars 2022.
Fin 2022, les rumeurs enflent sur un possible prochain match de Francis Ngannou face à l'ancien dominant champion des poids mi-lourds de l'UFC, Jon Jones, pour l'UFC 285 en mars 2023. Ce dernier est en retrait de la compétition depuis 2020 pour préparer sa montée dans la catégorie des poids lourds.
En janvier 2023, à la suite du refus de l'UFC de satisfaire à ses demandes, le combattant camerounais ne renouvelle pas son contrat et quitte l'organisation américaine, laissant ainsi la ceinture vacante. Après son départ, il annonce souhaiter démarrer une carrière en boxe anglaise et vouloir affronter Tyson Fury et Deontay Wilder.

### Professional Fighters League (2023-)
Le 16 mai 2023, Francis Ngannou s'engage avec la Professional Fighters League (PFL),,. Avec ce contrat, il combattra dans la division « Super Fight » et deviendra également le président de la division africaine du PFL,. La « Super Fight » est une nouvelle division où les combattants se partageront 50 % des recettes des pay-per-views.
Au New York Times, il raconte : « Disons simplement que mon accord avec la PFL est supérieur à ce que n'importe qui d'autre m'a offert. Cette arrivée a lieu quelques jours après celle de Cédric Doumbé, un autre combattant franco-camerounais. » Son entraîneur, Dewey Cooper, affirme que Francis Ngannou combattra avant la fin de l'année 2023 : « Il va se battre cette année. C’est certain. Vous verrez Francis performer dès cette année,. »

#### PFL Super Fights: Ngannou vs. Ferreira
Le 19 octobre 2024, Francis Ngannou effectue son grand retour dans la cage lors de l'événement PFL Super Fights: Battle of the Giants, à Riyad, en Arabie saoudite. Près de trois ans après son dernier combat de MMA et son départ remarqué de l'UFC, le Camerounais est confronté au Brésilien Renan Ferreira, un adversaire au physique imposant et réputé pour sa force de frappe. Avec ses 2,03 mètres et ses 118 kg, Renan Ferreira, surnommé « Problema », semble être un défi de taille pour Francis Ngannou, lui-même considéré comme l'un des combattants les plus redoutables du MMA,,.
Dès le début du combat, Francis Ngannou démontre qu'il n'a rien perdu de sa puissance malgré son absence prolongée. Après un échange de coups prudents, le Camerounais emmène rapidement le combat au sol, là où le Brésilien se retrouve en difficulté. Le Camerounais verouille alors son adversaire au sol avant de lui asséner une série de coups qui force l'arbitre à intervenir, mettant fin au combat au bout de 3 minutes et 32 secondes lors de la première reprise. Francis Ngannou remporte ainsi la victoire par KO technique (arrêt de l’arbitre sur coups), devenant le nouveau champion des poids lourds de la PFL,,.
Ému après sa victoire, Francis Ngannou dédie ce triomphe à son fils Kobe, décédé en avril 2024 à l'âge de 15 mois. Entouré de son staff et de son coach Dewey Cooper, lui aussi en pleurs, Ngannou a exprimé sa satisfaction de remporter ce combat en hommage à son fils, marquant ainsi un retour réussi sur la scène internationale du MMA,. Cette victoire confirme que, malgré ses 38 ans, le Camerounais demeure l'un des combattants les plus dominants de la catégorie des poids lourds,,.

## Parcours en boxe anglaise

### Battle of the Baddest: Ngannou vs. Fury
Le combat entre Francis Ngannou et Tyson Fury est annoncé par l'ESPN pour le 28 octobre 2023 en Arabie saoudite,,.
Le 28 octobre 2023, Francis Ngannou affronte le Britannique Tyson Fury à la Kingdom Arena de Riyad, la capitale du royaume saoudien. Le combat, surnommé Battle of the Baddest, se solde par une décision partagée (95-94, 96-93, 94-95) en faveur du Britannique, le champion de la World Boxing Council (WBC) des poids lourds,,.
Francis Ngannou, ancien champion de la catégorie des poids lourds de l'Ultimate Fighting Championship (UFC) et nouveau venu dans le monde de la boxe, impressionne en envoyant le Gypsy King au sol dans la troisième reprise, bien que les experts du monde de la boxe aient vu l'ancien champion d'arts martiaux mixtes (MMA) ne pas faire le poids. « Peut-être mon combat le plus dur des dix dernières années », lâche Tyson Fury après sa victoire. À l'issue du combat, le Camerounais raconte : « Je n’ai pas gagné ce soir, je suis une bête blessée mais pas abattue, je suis prêt à combattre n’importe quand et je suis sûr que je vais m’améliorer. C’était mon premier combat de boxe […]. Je vais travailler encore et revenir avec un peu plus de sensations et de connaissances […]. Maintenant que je sais que je peux le faire, tenez-vous prêts,. »
La performance de Francis Ngannou en boxe, entraîné par son idole Mike Tyson pour ce combat, pourrait susciter l'intérêt d'autres organisateurs. Ce combat a été un moment mémorable dans le monde du sport, mettant en lumière la capacité des athlètes de disciplines différentes à s'affronter et à captiver un public mondial,. De nombreuses célébrités comme Cristiano Ronaldo, Eminem, Conor McGregor, Evander Holyfield, Manny Pacquiao ou encore Larry Holmes assistent au combat. Le 21 novembre 2023, Francis Ngannou est décoré Commandeur de l'Ordre de Valeur par le président camerounais Paul Biya.

### Knockout Chaos: Ngannou vs. Joshua
Le boxeur camerounais, à la suite de la surmédiatisation de son combat contre Tyson Fury et grâce à sa performance qui a dépassé les attentes du public, décroche un contrat pour affronter l'ancien champion Anthony Joshua le 8 mars 2024 en Arabie saoudite. Il avoue directement avoir l'intention de mettre son adversaire KO, et affiche une confiance impressionnante en ses capacités. On apprend plus tard dans les médias que le vainqueur du combat entre Francis Ngannou et Anthony Joshua aura une chance d'affronter le vainqueur de Tyson Fury contre Oleksandr Usyk.
Francis Ngannou perd le combat par KO au deuxième round,,. C'est la première fois de sa carrière que l'ancien champion de l'UFC se retrouve au tapis et perd un combat par KO.

## Vie privée
En 2019, Francis Ngannou ouvre une fondation à son nom, organisation à but non lucratif ayant pour but « de fournir aux enfants du Cameroun les compétences nécessaires pour élargir leurs horizons et réaliser leurs rêves ». La fondation ouvre la première salle de sport entièrement équipée au Cameroun, offrant un endroit pour s'entrainer à de nombreux sports de combat.
Le 27 avril 2024, il fait face à la perte de son fils Kobe. Il s'exprime sur la plateforme X : « Quel est le sens de la vie si ce que nous combattons avec acharnement pour éviter est finalement ce qui nous affecte le plus durement ? Pourquoi la vie est-elle si injuste et impitoyable ? Pourquoi la vie prend-elle toujours ce que nous avons pas ? Je suis épuisé. ».

## Palmarès en arts martiaux mixtes

### Distinctions
- Ultimate Fighting Championship
  - Performance de la soirée (× 6) : face à Anthony Hamilton, Andrei Arlovski, Curtis Blaydes, Júnior dos Santos, Jairzinho Rozenstruik et Stipe Miocic[108],[109].

| 21 combats     | 18 victoires | 3 défaites |
| Par KO         | 13           | 0          |
| Par soumission | 4            | 0          |
| Sur décision   | 1            | 3          |

### Historique des combats
| Résultat | Record | Adversaire            | Méthode                                        | Événement                                | Date              | Round | Temps | Lieu                     | Notes                                                                  |
| -------- | ------ | --------------------- | ---------------------------------------------- | ---------------------------------------- | ----------------- | ----- | ----- | ------------------------ | ---------------------------------------------------------------------- |
| Victoire | 18-3   | Renan Ferreira        | KO (coups de poing)                            | PFL Super Fights: Battle of the Giants   | 19 octobre 2024   | 1     | 3:32  | Riyad, Arabie saoudite   | Remporte le titre des poids lourds du PFL.                             |
| Victoire | 17-3   | Ciryl Gane            | Décision unanime                               | UFC 270                                  | 22 janvier 2022   | 5     | 5:00  | Anaheim, Californie      | Défend et unifie le titre des poids lourds de l'UFC.                   |
| Victoire | 16-3   | Stipe Miocic          | KO (coups de poing)                            | UFC 260                                  | 27 mars 2021      | 2     | 0:52  | Las Vegas, Nevada        | Remporte le titre des poids lourds de l'UFC. Performance de la soirée. |
| Victoire | 15-3   | Jairzinho Rozenstruik | KO (coups de poing)                            | UFC 249                                  | 10 mai 2020       | 1     | 0:20  | Jacksonville, Floride    | Performance de la soirée.                                              |
| Victoire | 14-3   | Júnior dos Santos     | TKO (coups de poing)                           | UFC on ESPN: Ngannou vs. Dos Santos      | 29 juin 2019      | 1     | 1:11  | Minneapolis, Minnesota   | Performance de la soirée.                                              |
| Victoire | 13-3   | Cain Velasquez        | TKO (coups de poing)                           | UFC on ESPN: Ngannou vs. Velasquez       | 17 février 2019   | 1     | 0:26  | Phoenix, Arizona         |                                                                        |
| Victoire | 12-3   | Curtis Blaydes        | TKO (coups de poing)                           | UFC Fight Night: Blaydes vs. Ngannou 2   | 24 novembre 2018  | 1     | 0:44  | Pékin, Chine             | Performance de la soirée.                                              |
| Défaite  | 11-3   | Derrick Lewis         | Décision unanime                               | UFC 226                                  | 7 juillet 2018    | 3     | 5:00  | Las Vegas, Nevada        |                                                                        |
| Défaite  | 11-2   | Stipe Miocic          | Décision unanime                               | UFC 220                                  | 20 janvier 2018   | 5     | 5:00  | Boston, Massachusetts    | Pour le titre des poids lourds de l'UFC.                               |
| Victoire | 11-1   | Alistair Overeem      | KO (coups de poing)                            | UFC 218                                  | 2 décembre 2017   | 1     | 1:45  | Détroit, Michigan        |                                                                        |
| Victoire | 10-1   | Andrei Arlovski       | TKO (coups de poing)                           | UFC on FOX: Shevchenko vs. Peña          | 28 janvier 2017   | 1     | 1:32  | Denver, Colorado         | Performance de la soirée.                                              |
| Victoire | 9-1    | Anthony Hamilton      | Soumission (kimura)                            | UFC Fight Night: Lewis vs. Abdurakhimov  | 9 décembre 2016   | 1     | 1:57  | Albany, État de New York | Performance de la soirée.                                              |
| Victoire | 8-1    | Bojan Mihajlović      | TKO (coups de poing)                           | UFC on Fox: Holm vs. Shevchenko          | 23 juillet 2016   | 1     | 1:34  | Chicago, Illinois        |                                                                        |
| Victoire | 7-1    | Curtis Blaydes        | TKO (arrêt du médecin)                         | UFC Fight Night: Rothwell vs. dos Santos | 10 avril 2016     | 2     | 5:00  | Zagreb, Croatie          |                                                                        |
| Victoire | 6-1    | Luis Henrique         | KO (coups de poing)                            | UFC on Fox: dos Anjos vs. Cerrone 2      | 19 décembre 2015  | 2     | 2:53  | Orlando, Floride         |                                                                        |
| Victoire | 5-1    | William Baldutti      | TKO (coups de poing)                           | KHK MMA National Tryouts: Finale 2015    | 28 mai 2015       | 2     | 1:22  | Madinat 'Isa, Bahreïn    |                                                                        |
| Victoire | 4-1    | Luc Ngeleka           | Soumission (étranglement en guillotine debout) | SHC 10: Carvalho vs. Belo                | 20 septembre 2014 | 1     | 0:44  | Genève, Suisse           |                                                                        |
| Victoire | 3-1    | Nicolas Specq         | Soumission (étranglement bras-tête)            | 100% Fight 20: Comeback                  | 5 avril 2014      | 2     | 2:10  | Levallois-Perret, France |                                                                        |
| Victoire | 2-1    | Bilal Tahtahi         | KO (coups de poing)                            | 100% Fight 20: Comeback                  | 5 avril 2014      | 1     | 3:58  | Levallois-Perret, France |                                                                        |
| Défaite  | 1-1    | Zoumana Cisse         | Décision unanime                               | 100% Fight: Contenders 21                | 14 décembre 2013  | 2     | 5:00  | Paris, France            |                                                                        |
| Victoire | 1-0    | Rachid Benzina        | Soumission (clé de bras)                       | 100% Fight: Contenders 20                | 30 novembre 2013  | 1     | 1:44  | Paris, France            |                                                                        |

## Palmarès en boxe anglaise
| 2 combats       | 0 victoires | 2 défaites |
| Avant la limite | 0           | 1          |
| Sur décision    | 0           | 1          |

### Historique des combats
| Décision possible : KO • TKO (KO technique) • UD (décision aux points unanime) • MD (décision aux points majoritaire) • SD (décision aux points partagée) • D (match nul) • NC (sans décision) • RTD (abandon) |        |                |      |        |                 |                        |                      |
| Résultat | Record | Adversaire     | Type | Round  | Date            | Lieu                   | Notes                |
| Défaite | 0-2    | Anthony Joshua | KO   | 2 (10) | 8 mars 2024     | Riyad, Arabie Saoudite | Combat d’exhibition. |
| Défaite | 0-1    | Tyson Fury     | SD   | 10     | 28 octobre 2023 | Riyad, Arabie Saoudite | Combat d’exhibition. |

## Filmographie
- 2021 : Fast and Furious 9 : L’homme de Jakob (caméo)
- 2022 : Jackass Forever : Lui-même
- 2023 : Rebel Moon - Partie 1 : Enfant du feu : Director’s Cut (caméo)